# Eleições gerais na Indonésia em 2019
As eleições gerais decorrem na Indonésia em 17 de abril de 2019. Pela primeira vez na história do país, o presidente, o vice-presidente e os membros da Assembleia Consultiva do Povo (MPR) são eleitos no mesmo dia com mais de 190 milhões de eleitores. Dezesseis partidos participam nas eleições a nível nacional, com quatro participantes pela primeira vez.
Nas eleições presidenciais, que seguem um sistema majoritário direto e simples, o presidente indonésio Joko Widodo, conhecido como Jokowi, disputa a reeleição com o clérigo muçulmano Ma'ruf Amin como seu companheiro de chapa contra o ex-general Prabowo Subianto e ex-vice de Jacarta. Governador Sandiaga Uno para o mandato de cinco anos entre 2019 e 2024. A eleição é uma re-partida da eleição presidencial de 2014, na qual Widodo derrotou Prabowo. A eleição legislativa vai ver mais de 240.000 candidatos competindo por mais de 20.000 assentos no MPR e conselhos locais para províncias e cidades / regências todos sendo contestados, com mais de 8.000 competindo apenas pelos assentos do Conselho Representativo do Povo . A eleição foi assim descrita como "a cédula de um único dia mais complicada da história global".

## Contexto
Na eleição presidencial de 2014, o governador de Jacarta, Joko Widodo, derrotou o ex-general Prabowo Subianto para se tornar o sétimo presidente da Indonésia . Apesar de inicialmente ter um governo minoritário, Jokowi depois conseguiu o apoio do Golkar e do Partido do Desenvolvimento Unido, dando-lhe o controle do parlamento. Nas eleições legislativas do mesmo ano, o antigo partido de oposição PDI-P conseguiu assegurar a maior parte do parlamento, à frente de Golkar e Gerindra .
Entre 2014 e 2019, foram realizadas três grandes ondas de eleições locais - em 2015, 2017 e 2018 . As eleições de 2017 incluíram as eleições para governador de Jacarta, que viram o ex-vice de Jokowi, Basuki Tjahaja Purnama, derrotado depois que ele foi acusado de blasfêmia contra o Islã. As eleições locais em 2018 foram descritas como mais orientadas para as políticas.
Nomeações de candidatos para as legislaturas nacionais e regionais, bem como candidatos para presidente e vice-presidente foram concluídas em setembro de 2018. O período da campanha está agendado para o período de 13 de outubro de 2018 a 13 de abril de 2019, seguido de um silêncio eleitoral de três dias antes do dia da votação, em 17 de abril. Os resultados finais serão anunciados entre 17 e 23 de setembro. A inauguração do presidente e vice-presidente está prevista para 20 de outubro de 2019.

## Sistema eleitoral
A eleição é regulamentada pela Lei nº 7 de 2017 . A responsabilidade pela realização da eleição cabe à Comissão Geral de Eleições ( em indonésio:  Komisi Pemilihan Umum    , KPU), um órgão governamental legalmente independente. Além disso, a eleição é monitorada pela Agência Supervisora de Eleições (Bawaslu), que também tem autoridade para se pronunciar sobre violações das regras eleitorais (por exemplo, erros administrativos, compra de votos, etc.). Quaisquer violações éticas cometidas por Bawaslu ou pelo KPU são tratadas pelo Conselho de Honra do Organizador de Eleições ( em indonésio:  Dewan Kehormatan Penyelenggara Pemilu,    (DKPP)), que compreende um membro de cada órgão e cinco outros recomendados pelo governo.

### Presidencial
Para concorrer à presidência, um candidato deve receber apoio de partidos políticos, totalizando 20% dos assentos no Conselho Representativo do Povo ou 25% do voto popular na eleição legislativa anterior, ou seja, 2014. : . 222 Os partidos políticos podem permanecer neutros se não puderem propor seu próprio candidato. No entanto, se um partido / partido neutro é capaz de endossar seu próprio candidato (ou seja, 20% dos assentos / 25% dos votos populares), eles são obrigados a fazê-lo ou serem impedidos de participar da próxima eleição. : art. 235 

### Legislativo
Os membros do Conselho Representativo do Povo (DPR) e dos Conselhos Regionais Representativos do Povo (DPRD) são eleitos a partir de distritos eleitorais multi-membros através de votação com um sistema de lista aberta . O KPU regula que o número máximo de candidatos de um único partido é igual ao número de vagas disponíveis - com uma exceção em Aceh, onde o conselho provincial local estabeleceu o limite de 120% do número de cadeiras para as eleições do conselho regional. Além disso, há uma cota de gênero que exige que pelo menos 30% dos candidatos registrados sejam do sexo feminino.

## Eleitores

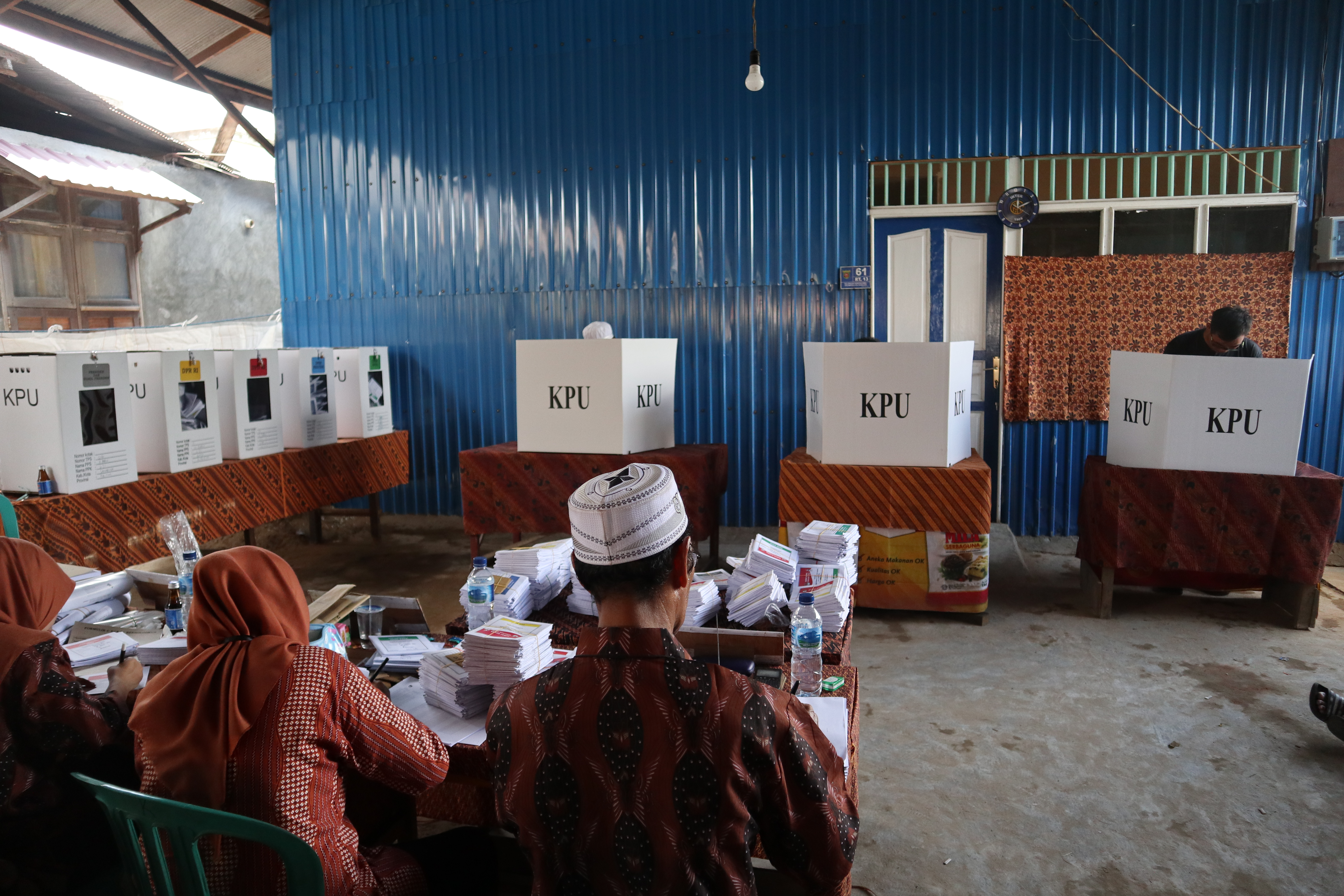
Uma estação de votação em Samarinda, Kalimantan do leste.

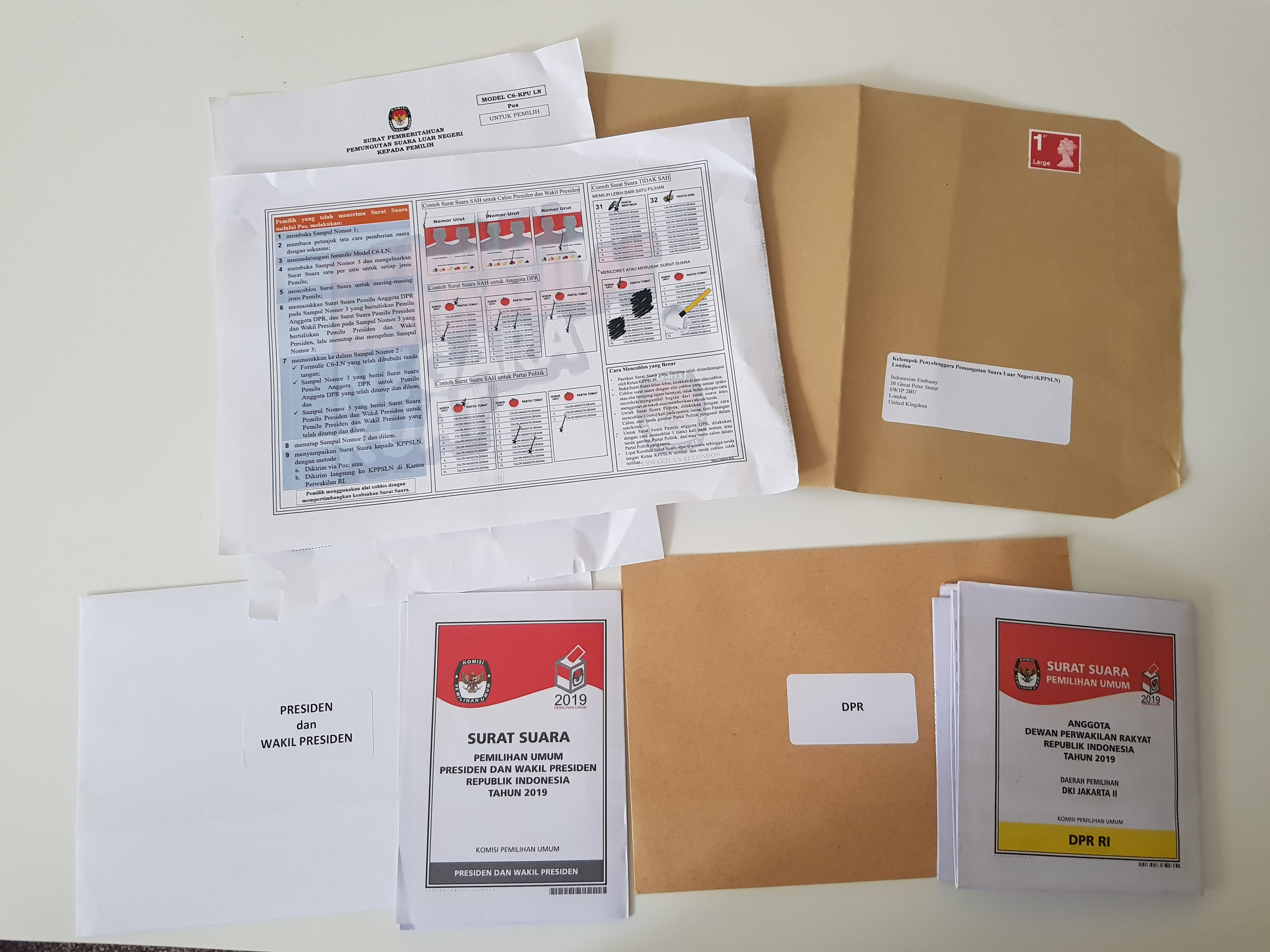
Documentos de votação postal enviados a um eleitor indonésio no Reino Unido.

A idade de voto para a eleição é 17, com todos os cidadãos indonésios casados ou divorciados também elegíveis se tiverem menos de 17 anos. A cláusula de casamento, em particular, recebeu denúncias, uma vez que pode incentivar o casamento infantil. Os indonésios que moram no exterior podem votar nas embaixadas e consulados que montam as assembleias de voto, votam em estações de voto móveis ou através do voto postal, com a votação a 8 e 14 de abril, antes do principal evento eleitoral de 17 de abril. .

## Eleição presidencial

### Candidatos
Em julho de 2017, o Conselho Representativo do Povo (DPR) confirmou que apenas partidos ou coalizões com pelo menos 20% dos assentos no Legislativo, ou 25% dos votos nas eleições anteriores, seriam elegíveis para apresentar um candidato presidencial. Os requisitos para os candidatos presidenciais / vice-presidenciais são semelhantes, com apenas cidadãos indonésios nascidos na Indonésia ou cidadãos naturalizados que nasceram no exterior e obtiveram uma cidadania estrangeira fora de sua própria vontade sendo elegíveis para concorrer com uma idade mínima de 40 anos e uma exigência " ter uma crença no único e único Deus ". Se os candidatos tiverem cônjuges, eles também devem ser cidadãos indonésios. Um registro criminal que resulte em mais de 5 anos de encarceramento ou uma falência ativa também impede um candidato de concorrer. Um limite de mandato de dois mandatos está em vigor, impedindo o vice-presidente em exercício, Jusuf Kalla, de concorrer como candidato a vice-presidente. : art. 169
| Conhecido como | Festa                                   | nome inglês                               | Apoio |  | Assentos da DPR ( 2014 )                                                                    | Assentos DPR% ( 2014 ) | Votos legislativos% ( 2014 ) |
| -------------- | --------------------------------------- | ----------------------------------------- | --- |  | ------------------------------------------------------------------------------------------- | ---------------------- | ---------------------------- |
| PDI – P        | Partai Demokrasi Indonesia Perjuangan   | Partido Democrata Indonésio de Luta       | Nomeado : Joko Widodo (PDI-P) <br> Companheiro de corrida : Ma'ruf Amin (Independente) <br>                               |  | Coalizão majoritária : <br> PDI-P / Golkar / PPP / <br> Hanura / NasDem / PKB <br>338 / 560 | 60,36%                 | 63,62%                       |
| Golkar         | Partai Golongan Karya                   | Golkar                                    | Nomeado : Joko Widodo (PDI-P) <br> Companheiro de corrida : Ma'ruf Amin (Independente) <br>                               |  | Coalizão majoritária : <br> PDI-P / Golkar / PPP / <br> Hanura / NasDem / PKB <br>338 / 560 | 60,36%                 | 63,62%                       |
| PPP            | Partai Persatuan Pembangunan            | Partido do Desenvolvimento Unido          | Nomeado : Joko Widodo (PDI-P) <br> Companheiro de corrida : Ma'ruf Amin (Independente) <br>                               |  | Coalizão majoritária : <br> PDI-P / Golkar / PPP / <br> Hanura / NasDem / PKB <br>338 / 560 | 60,36%                 | 63,62%                       |
| Hanura         | Partai Hati Nurani Rakyat               | Partido da Consciência Popular            | Nomeado : Joko Widodo (PDI-P) <br> Companheiro de corrida : Ma'ruf Amin (Independente) <br>                               |  | Coalizão majoritária : <br> PDI-P / Golkar / PPP / <br> Hanura / NasDem / PKB <br>338 / 560 | 60,36%                 | 63,62%                       |
| NasDem         | Partai Nasdem                           | Festa Nasdem                              | Nomeado : Joko Widodo (PDI-P) <br> Companheiro de corrida : Ma'ruf Amin (Independente) <br>                               |  | Coalizão majoritária : <br> PDI-P / Golkar / PPP / <br> Hanura / NasDem / PKB <br>338 / 560 | 60,36%                 | 63,62%                       |
| PKB            | Partai Kebangkitan Bangsa               | Festa Nacional do Despertar               | Nomeado : Joko Widodo (PDI-P) <br> Companheiro de corrida : Ma'ruf Amin (Independente) <br>                               |  | Coalizão majoritária : <br> PDI-P / Golkar / PPP / <br> Hanura / NasDem / PKB <br>338 / 560 | 60,36%                 | 63,62%                       |
| PBB            | Partai Bulan Bintang                    | Crescent Star Party                       | Nomeado : Joko Widodo (PDI-P) <br> Companheiro de corrida : Ma'ruf Amin (Independente) <br>                               |  | Coalizão majoritária : <br> PDI-P / Golkar / PPP / <br> Hanura / NasDem / PKB <br>338 / 560 | 60,36%                 | 63,62%                       |
| PKPI           | Partai Keadilan dan Persatuan Indonesia | Partido indonésio da justiça e da unidade | Nomeado : Joko Widodo (PDI-P) <br> Companheiro de corrida : Ma'ruf Amin (Independente) <br>                               |  | Coalizão majoritária : <br> PDI-P / Golkar / PPP / <br> Hanura / NasDem / PKB <br>338 / 560 | 60,36%                 | 63,62%                       |
| Perindo        | Partai Persatuan Indonesia              | Festa Perindo                             | Nomeado : Joko Widodo (PDI-P) <br> Companheiro de corrida : Ma'ruf Amin (Independente) <br>                               |  | Coalizão majoritária : <br> PDI-P / Golkar / PPP / <br> Hanura / NasDem / PKB <br>338 / 560 | 60,36%                 | 63,62%                       |
| PSI            | Partai Solidaritas Indonesia            | Partido de Solidariedade indonésio        | Nomeado : Joko Widodo (PDI-P) <br> Companheiro de corrida : Ma'ruf Amin (Independente) <br>                               |  | Coalizão majoritária : <br> PDI-P / Golkar / PPP / <br> Hanura / NasDem / PKB <br>338 / 560 | 60,36%                 | 63,62%                       |
| Gerindra       | Partai Gerakan Indonésia Raya           | Festa do Grande Movimento da Indonésia    | Nomeado : Prabowo Subianto (Gerindra) <br> Companheiro de corrida : Sandiaga Uno (Gerindra, mais tarde independente) <br> |  | Coalizão minoritária : <br> Gerindra / PKS / PAN / Demokrat <br>222 / 560                   | 39,64%                 | 36,38%                       |
| PKS            | Partai Keadilan Sejahtera               | Partido da Justiça Próspera               | Nomeado : Prabowo Subianto (Gerindra) <br> Companheiro de corrida : Sandiaga Uno (Gerindra, mais tarde independente) <br> |  | Coalizão minoritária : <br> Gerindra / PKS / PAN / Demokrat <br>222 / 560                   | 39,64%                 | 36,38%                       |
| PAN            | Partai Amanat Nasional                  | Partido do Mandato Nacional               | Nomeado : Prabowo Subianto (Gerindra) <br> Companheiro de corrida : Sandiaga Uno (Gerindra, mais tarde independente) <br> |  | Coalizão minoritária : <br> Gerindra / PKS / PAN / Demokrat <br>222 / 560                   | 39,64%                 | 36,38%                       |
| PD             | Partai Demokrat                         | Partido Democrata                         | Nomeado : Prabowo Subianto (Gerindra) <br> Companheiro de corrida : Sandiaga Uno (Gerindra, mais tarde independente) <br> |  | Coalizão minoritária : <br> Gerindra / PKS / PAN / Demokrat <br>222 / 560                   | 39,64%                 | 36,38%                       |
| Berkarya       | Partai Berkarya                         | Festa de Berkarya                         | Nomeado : Prabowo Subianto (Gerindra) <br> Companheiro de corrida : Sandiaga Uno (Gerindra, mais tarde independente) <br> |  | Coalizão minoritária : <br> Gerindra / PKS / PAN / Demokrat <br>222 / 560                   | 39,64%                 | 36,38%                       |

#### Nomeado

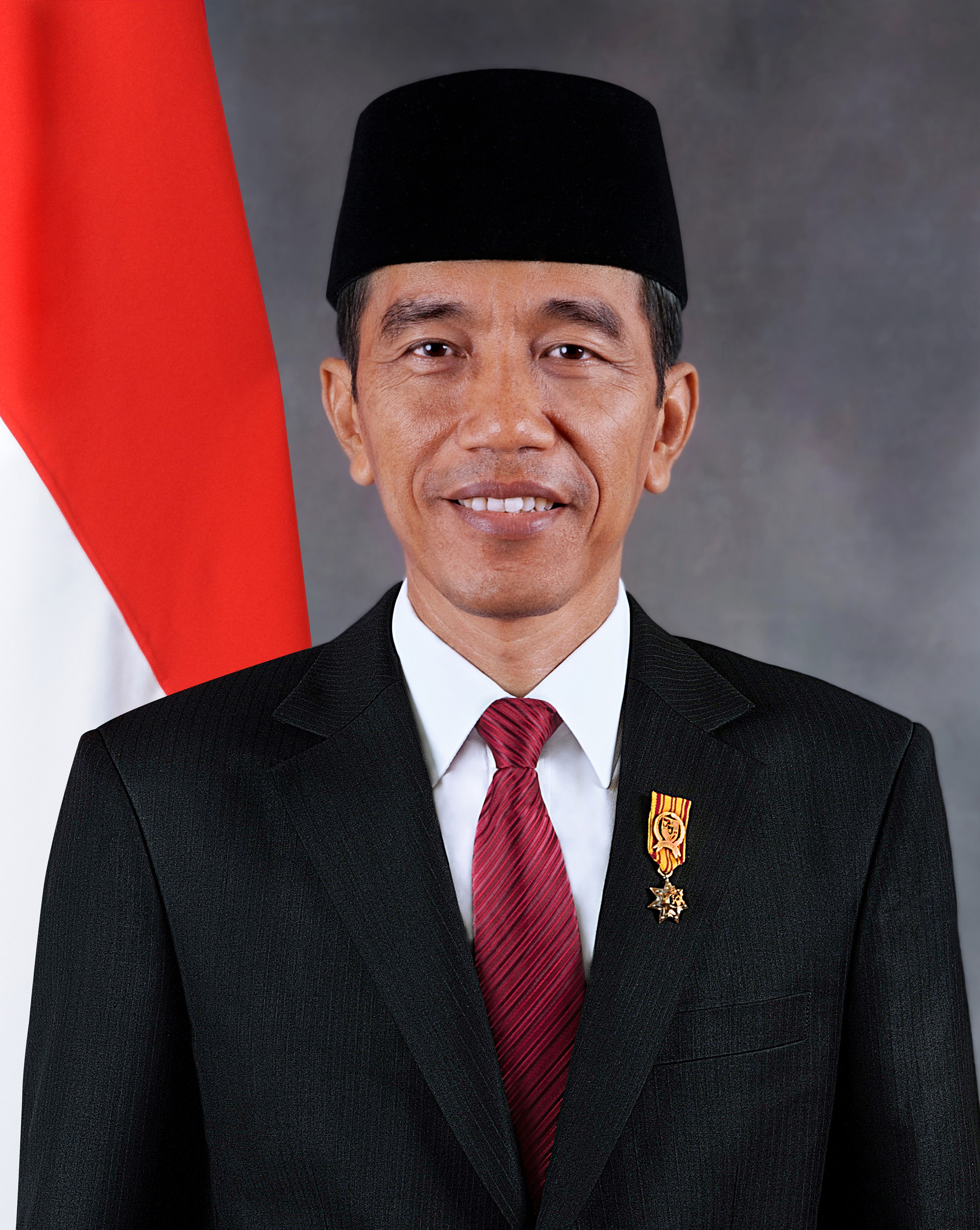
Presidente em exercício da Indonésia, ex- governador de Jacarta e prefeito de Solo (Surakarta) Joko Widodo ( PDI-P )

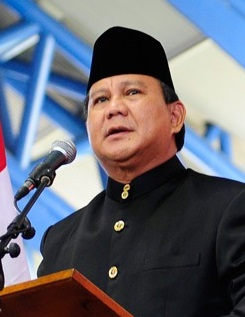
Ex-comandante do Comando da Reserva Estratégica do Exército e candidato presidencial de 2014 Prabowo Subianto ( Gerindra )
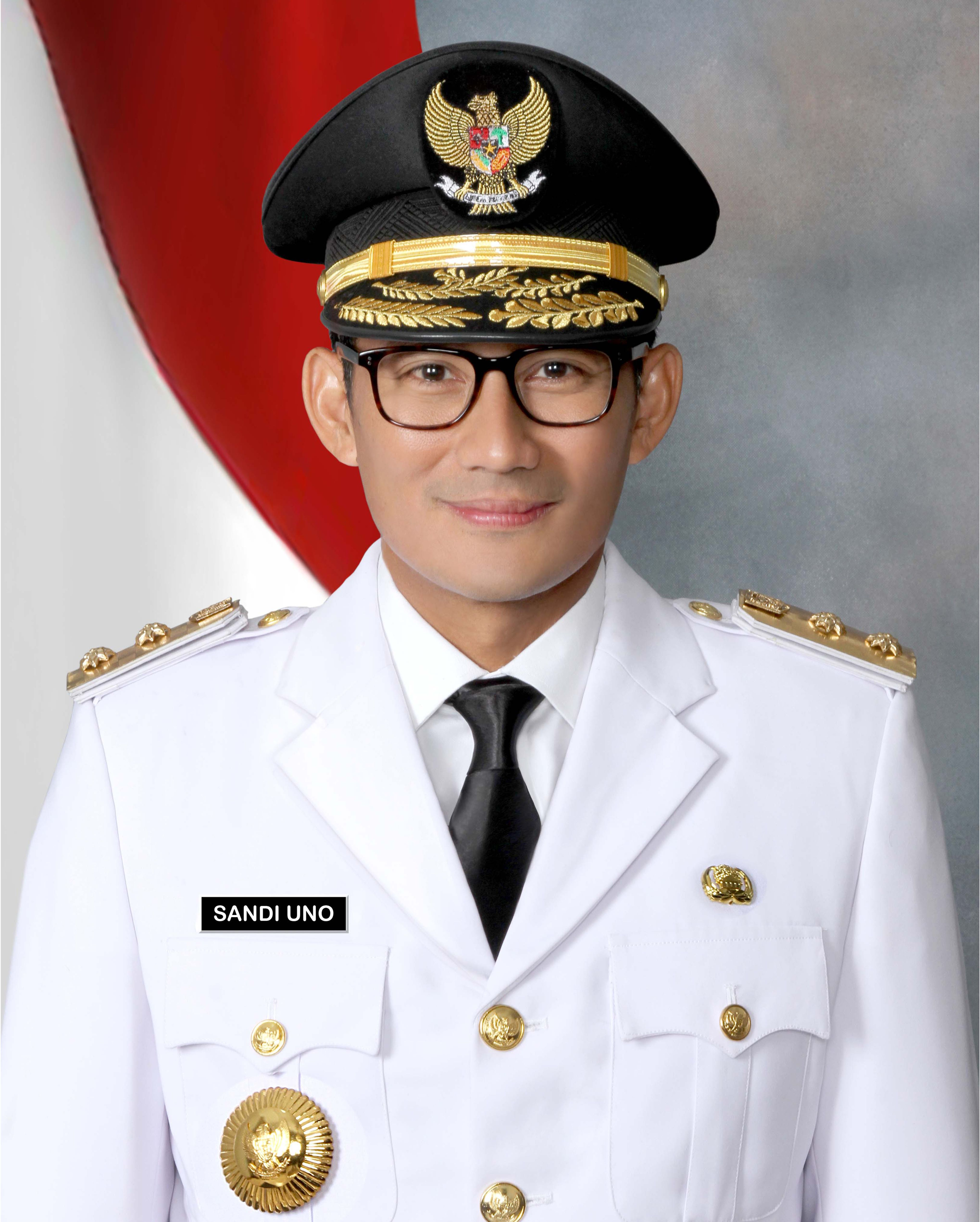
Empresário e ex-vice-governador de Jacarta Sandiaga Uno ( Gerindra )

#### Outros
Outros indivíduos que expressaram uma intenção, receberam apoio político ou foram apontados como possíveis candidatos presidenciais incluem:
- Agus Harimurti Yudhoyono, ex-major do exército e candidato a governador de Jacarta em 2017.[23][24] P
- Ahmad Heryawan, ex-governador de Java Ocidental .[25][26] P
- Amien Rais, ex-presidente da Assembleia Consultiva do Povo .[27][28] P
- Anies Baswedan, governador de Jacarta e ex-ministro da educação e cultura.[29][30] P
- Chairul Tanjung, empresário.[31][32] J
- Gatot Nurmantyo, ex- comandante das Forças Armadas Nacionais da Indonésia .[33][34][35] P
- Jusuf Kalla, vice-presidente incumbente da Indonésia .[36][37] J
- Muhammad Zainul Majdi, governador de West Nusa Tenggara .[28][38] J
- Zulkifli Hasan, Presidente do Partido do Mandato Nacional e Presidente da Assembleia Consultiva do Povo .[39][40] P

### Resultados

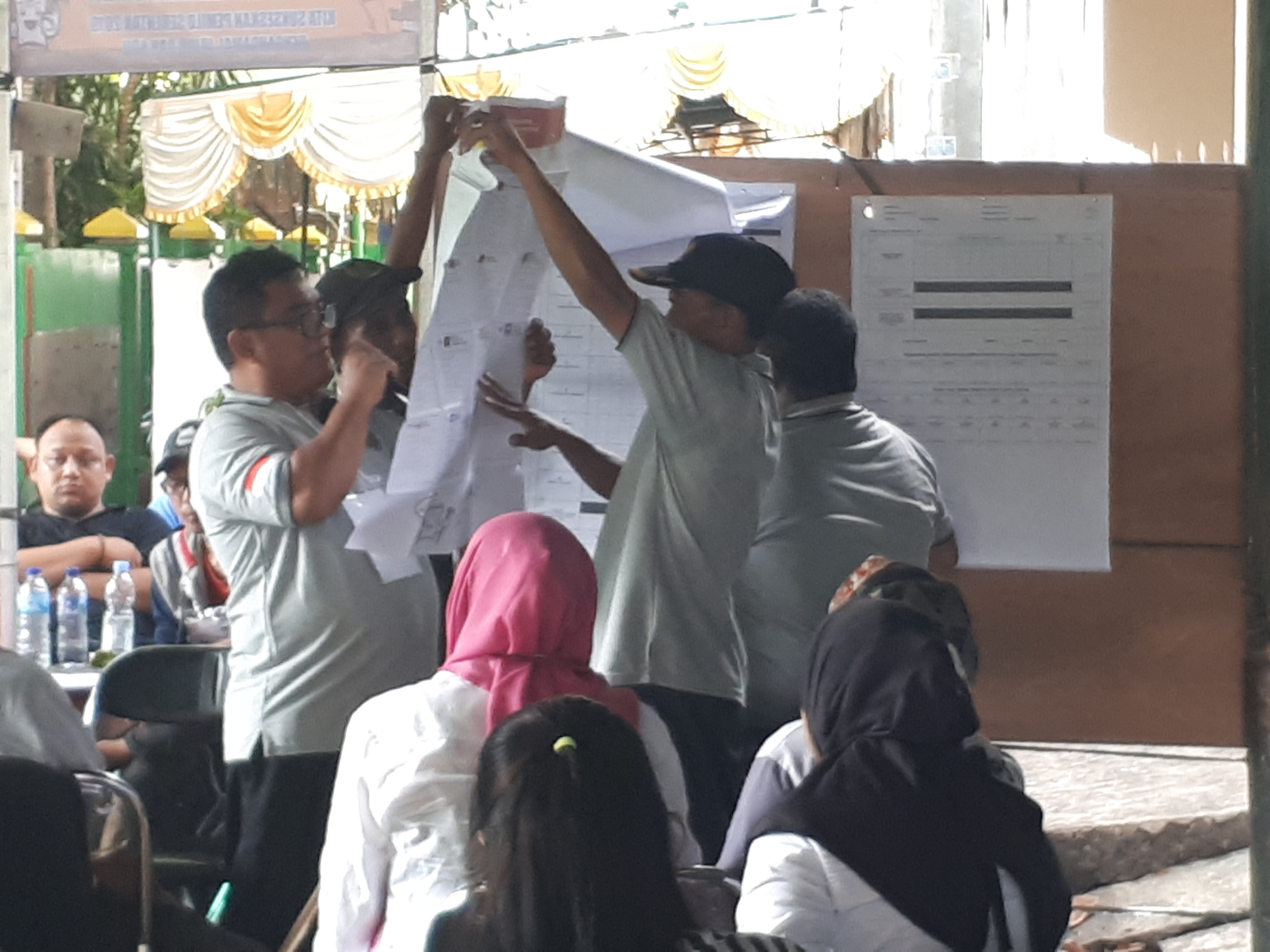
Um grupo de funcionários da Comissão Eleitoral da Indonésia e vários observadores de várias organizações e partidos que testemunharam a contagem de votos do TPS 100 do norte de Jacarta.

## Eleição legislativa

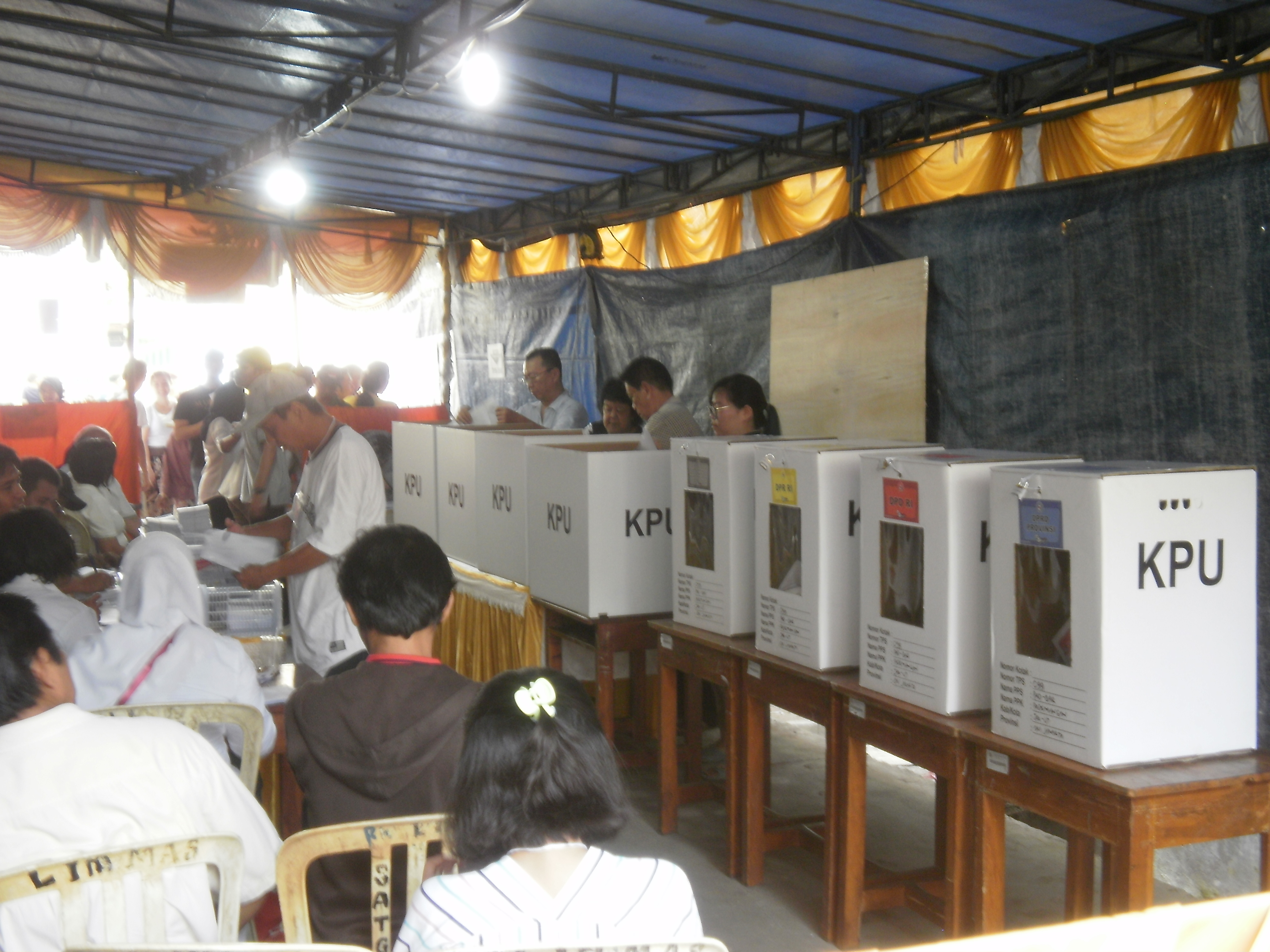
Eleitores lançando sua escolha para a eleição. Os eleitores esperaram vários minutos para que seu nome fosse chamado antes de votar.

O vice-presidente Jusuf Kalla afirmou que a eleição será a mais complicada do mundo, já que os eleitores teriam que votar cinco vezes: para o presidente e vice-presidente, DPD, DPR, membros provinciais e de regência / municipal do DPRD.

### Assentos

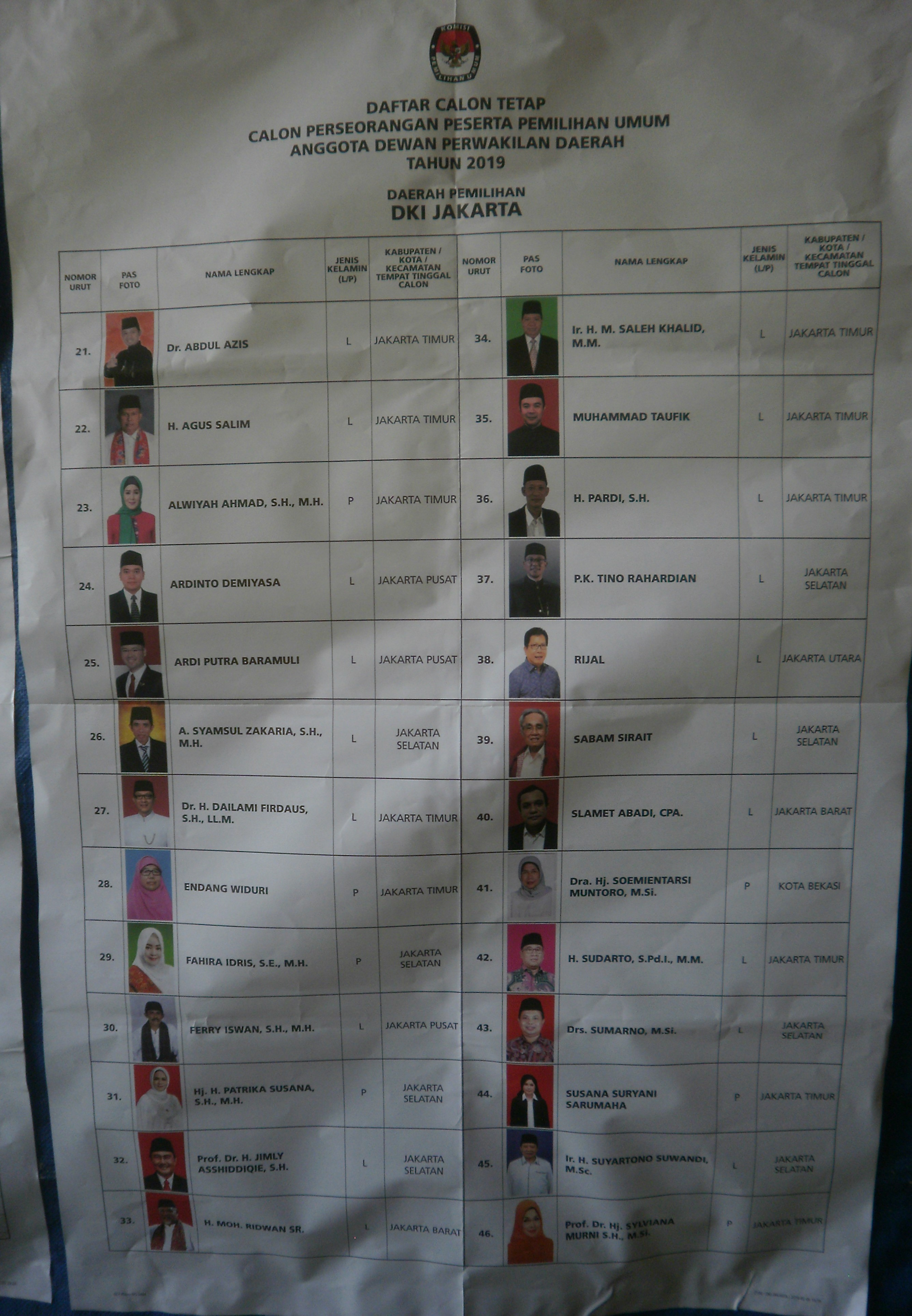
Uma lista de candidatos para o Conselho Representativo Regional, da circunscrição da Região Especial de Jakarta.

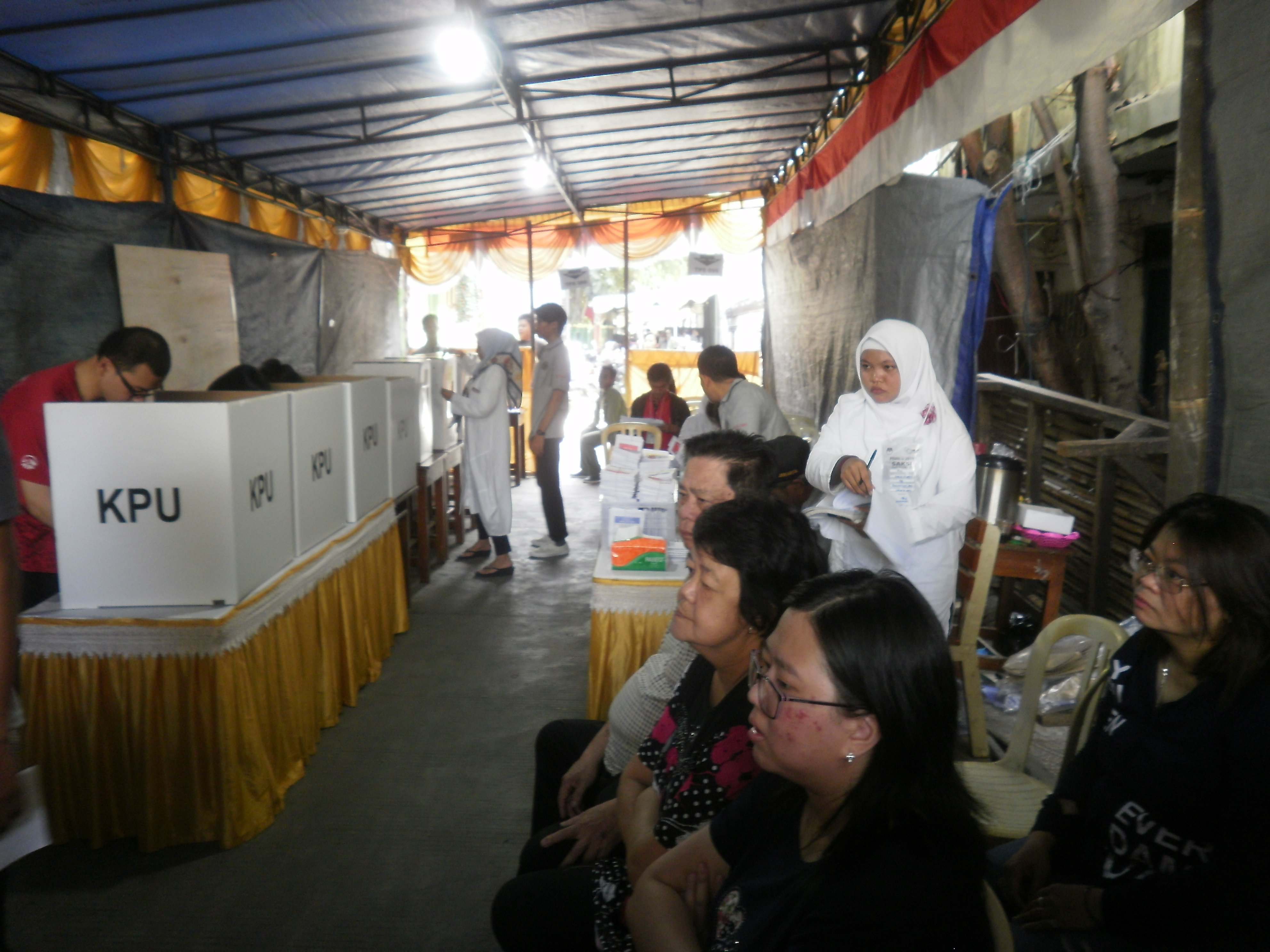
Uma mulher (vestindo hijab branco) supervisionando o processo eleitoral. A mulher é uma espectadora do partido PKS. Espectadores de outras partes podem ser vistos nas costas da mulher.

| Nível                                      | Instituição | Lugares contestados | Mude de 2014 |
| ------------------------------------------ | --- | ------------------- | ------------ |
| Nacional                                   | Conselho Representativo do Povo <br> Dewan Perwakilan Rakyat (DPR)                                                       | 575                 | 15           |
| Nacional                                   | Conselho Representativo Regional <br> Dewan Perwakilan Daerah (DPD)                                                      | 136                 | 4            |
| Provincial <br> Provinsi                   | Conselho Representativo Regional do Povo Provincial <br> Dewan Perwakilan Rakyat Daerah Provinsi (DPRD I)                | 2,207               | 95           |
| Regência / Municipal <br> Kabupaten / Kota | Conselho Representativo Regional da Regência / Municipal <br> Dewan Perwakilian Rakyat Daerah Kabupaten / Kota (DPRD II) | 17,610              | 715          |
| Total                                      | Total | 20,528              | 829          |

## Galeria

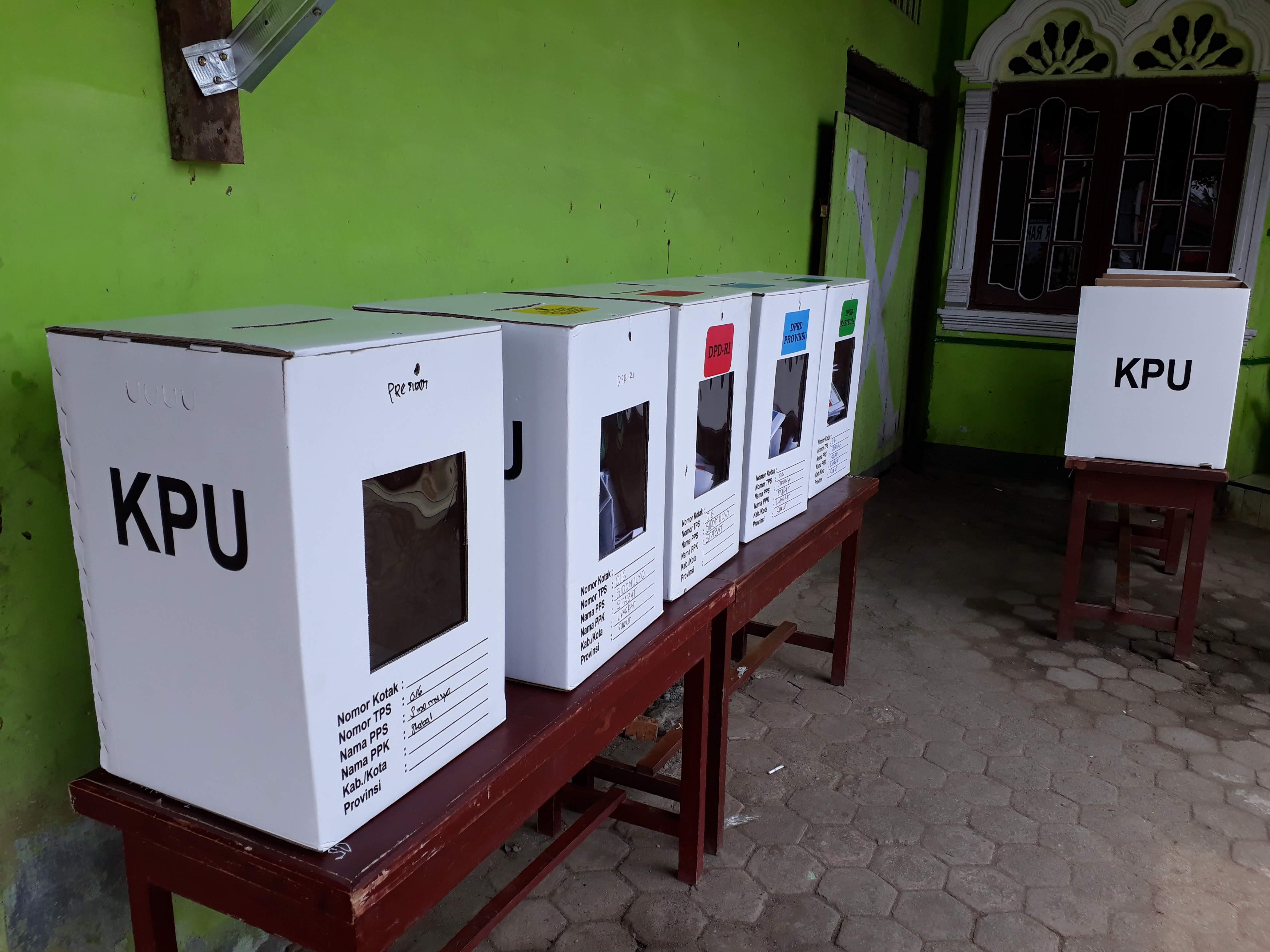
Urnas para as eleições presidenciais e legislativas indonésias de 2019
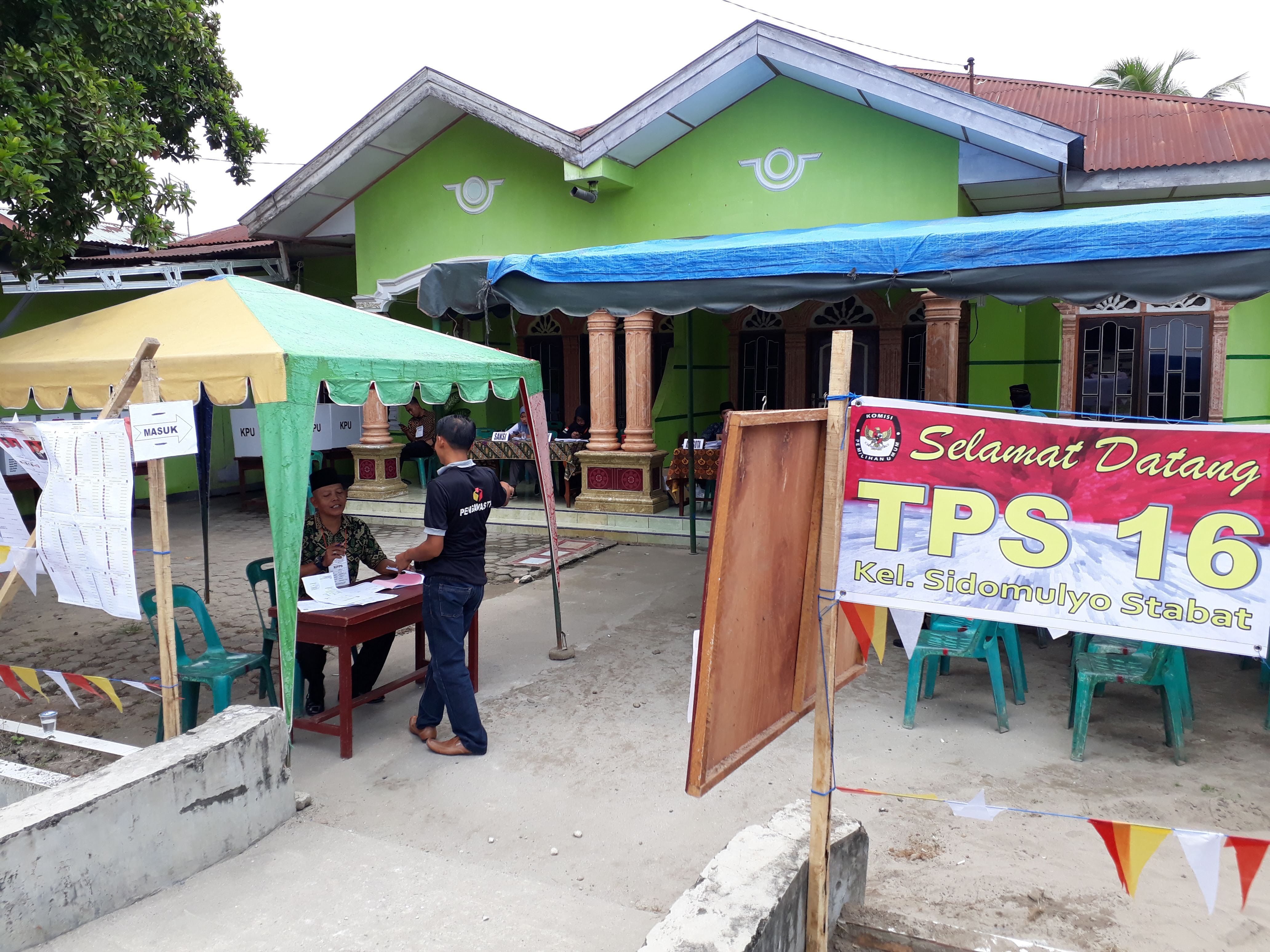
Uma assembleia de voto na Regência Langkat, Sumatra do Norte, Indonésia, para as eleições de 2019
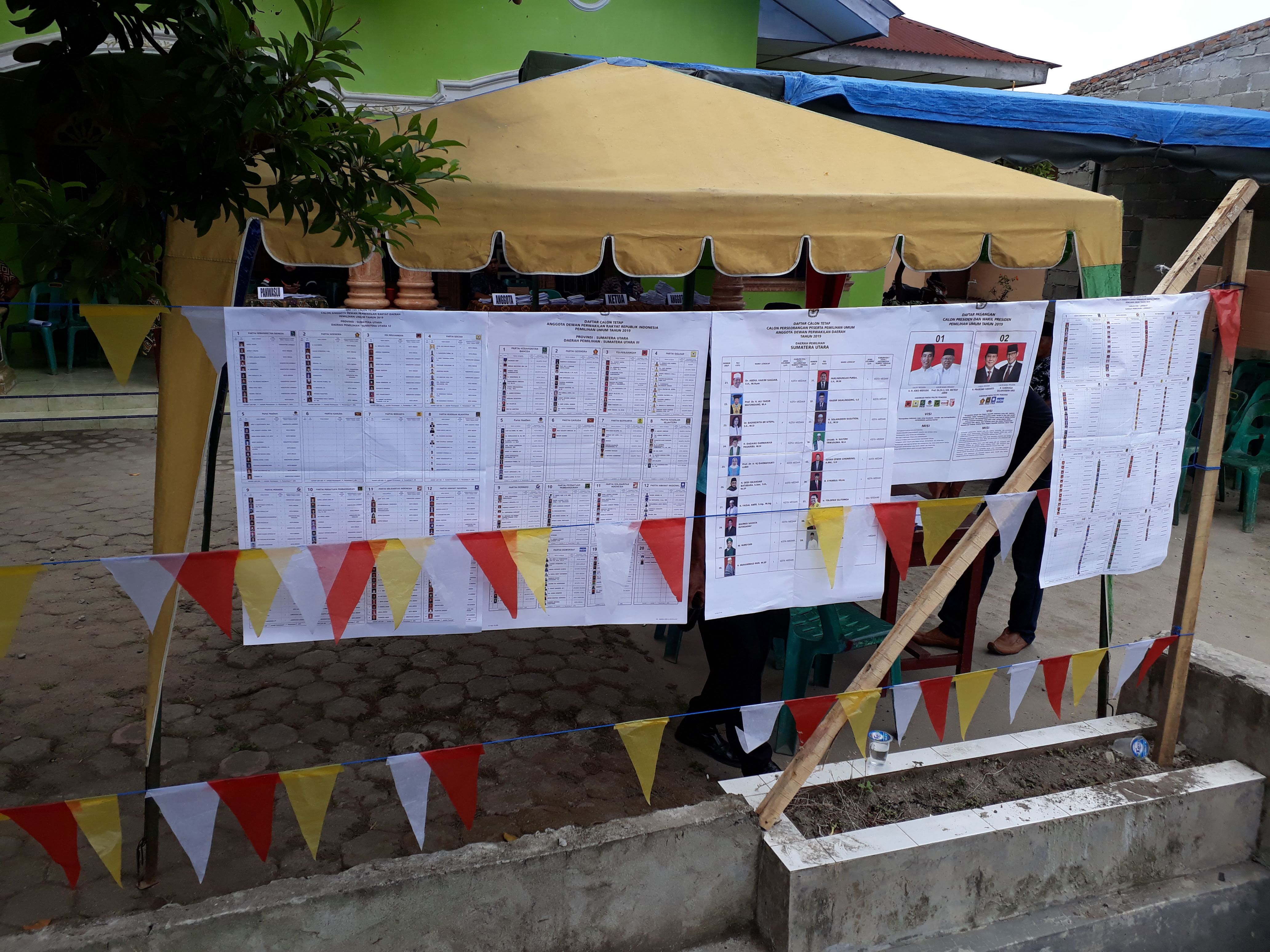
Lista das presidenciais e legislativas candidatos para a Indonésia, 17 de abril de 2019 eleições exibido fora de uma estação de voto